# Navire bétailler

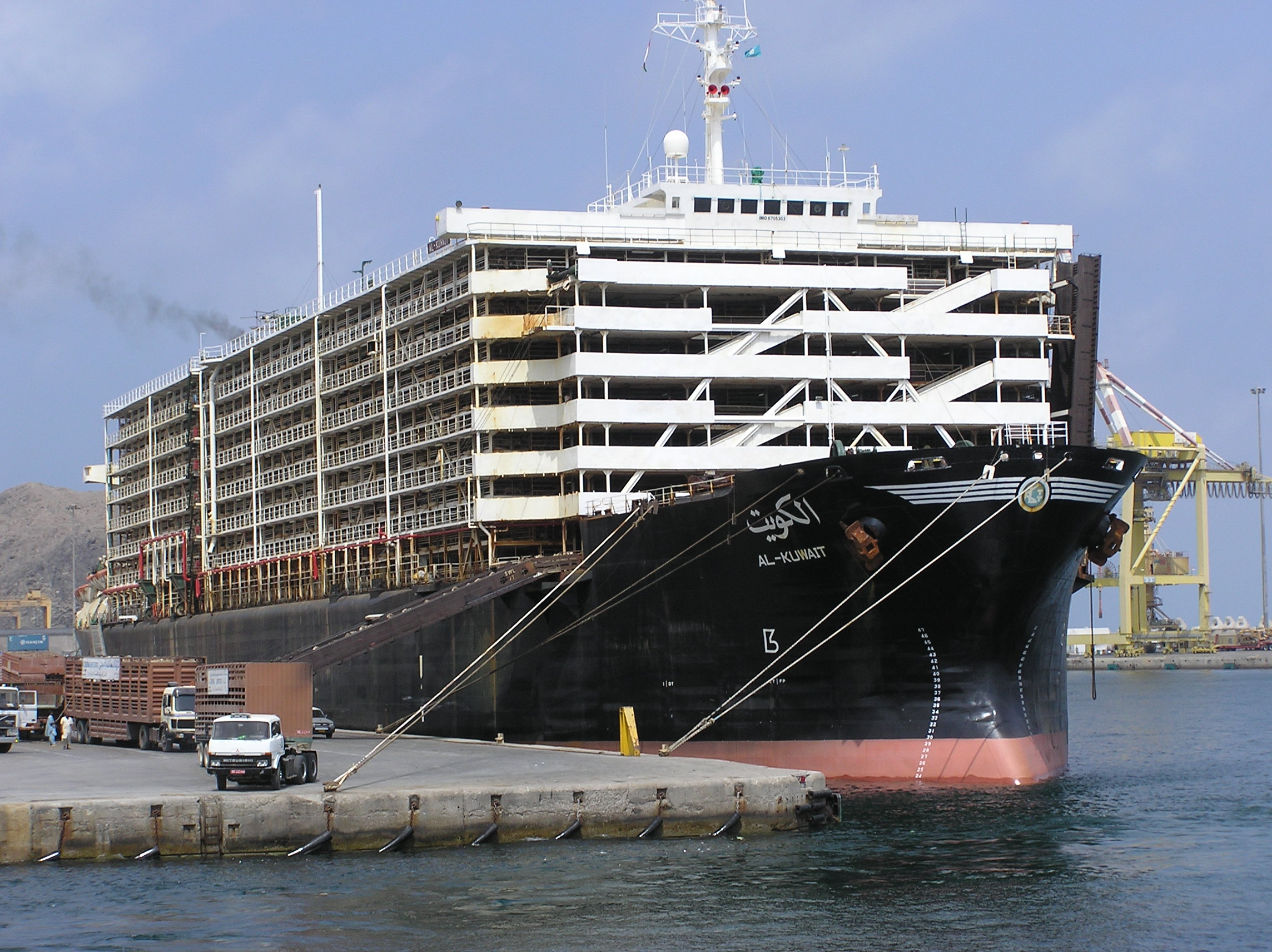
Navire bétailler

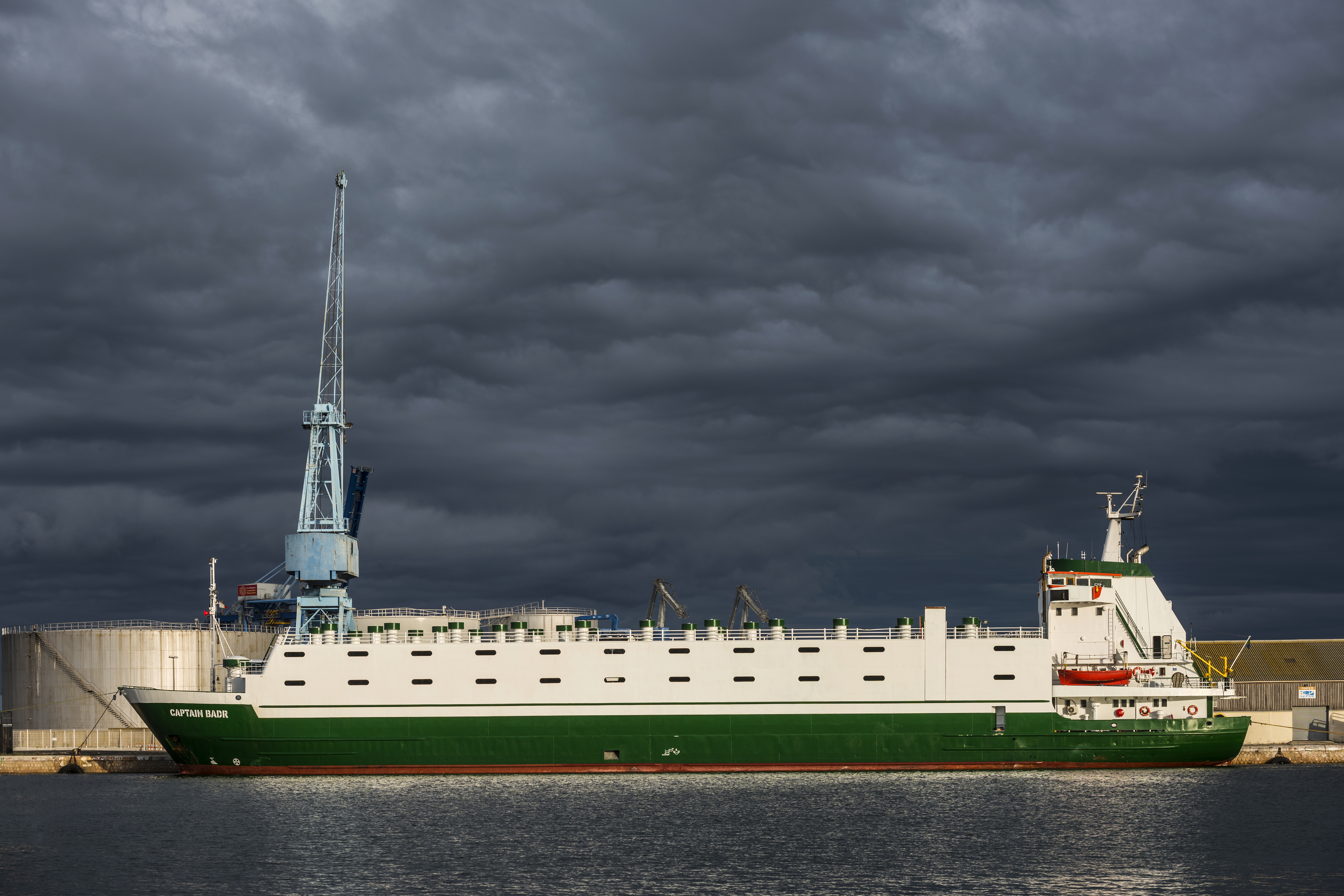
Le Captain Badr, navire bétailler, à Sète. Photo août 2017.

Un navire bétailler est un navire de charge spécialisé dans le transport de bétail.

## Terminologie
La terminologie française ne paraît pas fixée pour ce type de navire. On trouve ainsi l'appellation « navire bétailler » qui semble le plus correspondre à l'anglais livestock carrier ou cattle carrier ; « navire de transport de bétail » ; « moutonnier » ou « cargo moutonnier » pour les anciens paquebots transportant des moutons.

## Caractéristiques
Ces navires se distinguent par le fait qu'ils sont actuellement tous construits dans le but unique du transport de bétail. Cette cargaison impose de nombreuses contraintes : il faut assurer une ventilation constante à travers tous les espaces de cargaison, de l'ordre de 80 renouvellements d'atmosphère par heure dans les endroits confinés et 40 renouvellements par heure dans les endroits ouverts ; l'espace disponible doit être suffisant pour que les animaux ne puissent pas se heurter ; l'alimentation en eau et nourriture des animaux doit pouvoir se faire facilement.
Au niveau architectural, ces navires doivent posséder une grande stabilité pour éviter que les animaux ne se cassent un membre dans un coup de roulis. La sécurité contre le feu est de grande importance : plusieurs incendies impliquant de tels navires ont causé la mort de nombreux animaux. La stabilité après avarie est également étudiée de près, puisque l'évacuation des animaux en pleine mer est impossible si le navire commence à couler.

## Trafic

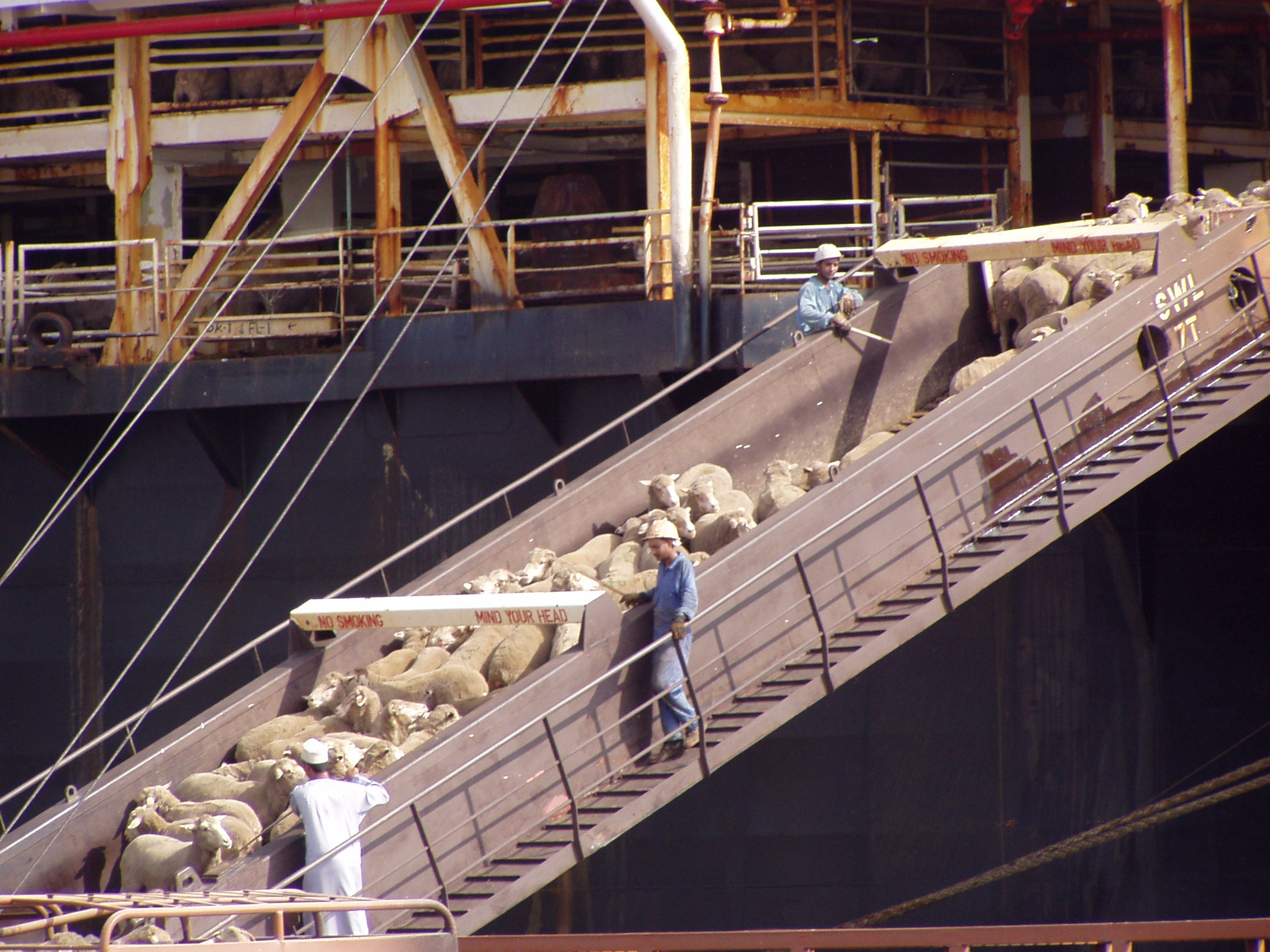
Débarquement de moutons à Oman

L'essentiel du trafic se fait de l'Australie et la Nouvelle-Zélande vers l'Asie du Sud-Est et le Moyen-Orient ; en 2003, l'Australie a ainsi exporté plus 4 500 000 moutons et 800 000 bovins après une année record en 2001 (près de 7 millions de moutons et un million de bovins). C'est logiquement une autorité australienne, l'Australian Maritime Safety Authority (ASMA) qui met en place les règles de ce type de transport ; nombre de ces règles ont été forcées par des associations de protection des animaux, notamment après certains accidents dramatiques.

## Accidents
Les accidents qu'ont connus ces navires ont été largement médiatisés dans leur région en raison du taux élevé de pertes animales ; pour cette raison, des associations de protection d'animaux en sont venus à demander l'arrêt de l'exportation d'animaux vivants.
Dans les années récentes, on peut citer :
- le Guernsey Express qui coula vers le Japon : 1 592 têtes périrent ;
- le Temburong qui connut une avarie du système de ventilation en route vers l'Indonésie : 829 animaux morts ;
- sur le Becrux, 880 animaux moururent en 2002 lors du voyage inaugural, en raison de l'intense chaleur[7] ;
- le Danny F II qui chavira et coula à 11 milles de Tripoli (Liban) en mer Méditerranée à la suite d'intempéries, alors qu'il naviguait de Montevideo (Uruguay) à Tartous (Syrie): 10 224 ovins et 17 932 bovins périrent ce 17 décembre 2009.
- le Gulf Livestock 1 et son équipage (43 membres), ainsi que le bétail qu'il transportait (5 867 bovins) sont portés disparus le 2 septembre 2020 après avoir envoyé un signal de détresse alors qu'il se trouvait à l'ouest de l'île Amami Oshima, au sud-ouest du Japon[8],[9].

Cependant, la plus grande perte de ces dernières années est l'incendie puis le naufrage de  l'Uniceb en 1996, entraînant la mort de 67 000 moutons